# Argyrophis trangensis
Espèce
Synonymes
- Typhlops trangensis Taylor, 1962
- Asiatyphlops trangensis (Taylor, 1962)

Statut de conservation UICN

 DD  : Données insuffisantes
Argyrophis trangensis est une espèce de serpents de la famille des Typhlopidae. 

## Répartition
Cette espèce est endémique de la province de Trang en Thaïlande.

## Description
Dans sa description Taylor indique que le spécimen en sa possession mesure 155 mm dont 2,8 mm pour la queue. Son dos est bleu outremer et sa face ventrale blanc crème. 

## Étymologie
Son nom d'espèce, composé de trang et du suffixe latin -ensis, « qui vit dans, qui habite », lui a été donné en référence au lieu de sa découverte, la province de Trang.

## Publication originale
- Taylor, 1962 : New oriental reptiles. University of Kansas science bulletin, vol. 43, no 7, p. 209-263 (texte intégral).